# Władcy Susseksu

## Królowie Susseksu
Poniższa lista zawiera znaczne luki, a wiele dat z tego okresu jest niewiarygodnych. W przeciwieństwie do pozostałych królestw anglosaskich nie istnieje żadna autentyczna lista królów Susseksu. Większość władców znana jest tylko z nadań, z których część to fałszerstwa, co sprawia, że trudno jest datować panowanie każdego króla.
- Aelle (ok. 477 – ok. 491)
- Cissa (ok. 500?)
- Aethelwalh (660–685)
- Berthun (685)
- Andhun (685)
- Eadric z Kentu (685–686)
  - podbita przez Wessex (686–726)
- Nothelm (692–717)
- Watt (692–700)
- Bryni (700)
- Osric (710)
- Aethelstan (714)
- Aethelbert (725–750)
- Osmund (758–772)
  - podbita przez Mercję (771–825)
- Oswald (do 772)
- Oslac (do 772)
- Ealdwulf (772–791)
- Aalfwald (do ok. 790)
  - podbita przez Wessex (825)
- Eadwin (do 982)